# Rozhledna na Smrku
Rozhledna na Smrku (1124 m n. m.), na nejvyšší hoře české části Jizerských hor, je 23 metrů vysoká ocelová stavba z roku 2003.

## Historie

### Původní rozhledna
Již mezi lety 1840-1850 byla na Smrku vyhlídková plošina, která ale shořela. V roce 1892 začali pruští turisté stavět na sousedním, o 19 metrů nižším Stohu (Stóg Izerski) rozhlednu. Na to reagovali obyvatelé Nového Města pod Smrkem zahájením stavby vlastní věže na své části hory. Její stavba stála 1683 zlatých a novoměstskému tesařovi Franzu Fritschovi trvala sedm týdnů. Otevřena byla 21. srpna 1892, o měsíc později než konkurenční stavba. Slavnostního otevření rozhledny se zúčastnilo 2 000 diváků a na závěr malé slavnosti zazněly hymny Rakousko-Uherska a Německa. Franz Fritsch si po otevření rozhledny otevřel na vrcholu chatku s občerstvením a později i ubytováním. Tato chatka byla roku 1932 rozšířena a zmodernizována. Díky jeho třicetileté pečlivé údržbě a také díky jeho následovníkům vydržela dřevěná rozhledna až do roku 1946. V tomto roce byli tehdejší opatrovníci chaty, rodina Porschova vysídleni do Německa. Věž zchátrala na konci padesátých let a tak na vrcholu Smrku zůstala jen dřevěná konstrukce triangulačního bodu, jenž vydržela až do roku 1974.

### Nová rozhledna
V roce 1992 vznikla v Novém Městě „Společnost pro obnovu rozhledny“. Samotná stavba 23 metrů vysoké ocelové stavby architekta Jana Dudy začala v létě 2003. Náklady na její stavbu dosáhly 3,6 mil. Kč a byla otevřena 18. září 2003.

### Kopie původní rozhledny
V roce 2009 byla podle dochovaných plánů v areálu pražské zoologické zahrady zhotovena zmenšená dřevěná kopie původní rozhledny ze Smrku. Pražská rozhledna dostala jméno Obora. Od roku 2014 stojí další kopie někdejší rozhledny na Smrku na Moravském kopci (782 m n. m.) v podhůří Jeseníku, u obce Holčovice.

## Galerie

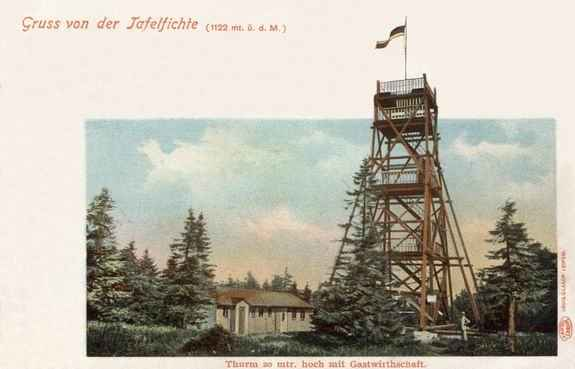
Původní rozhledna
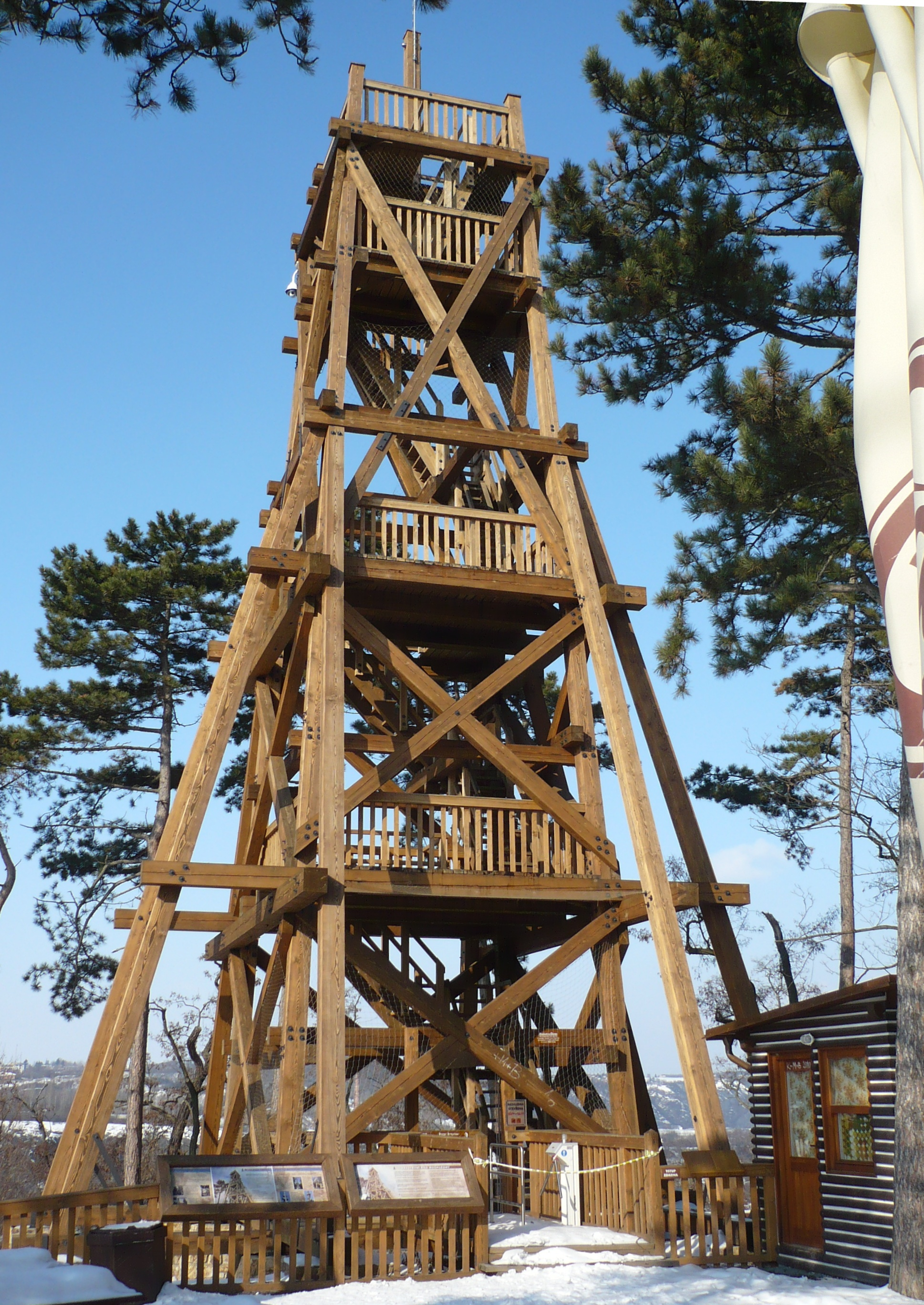
Kopie v Praze
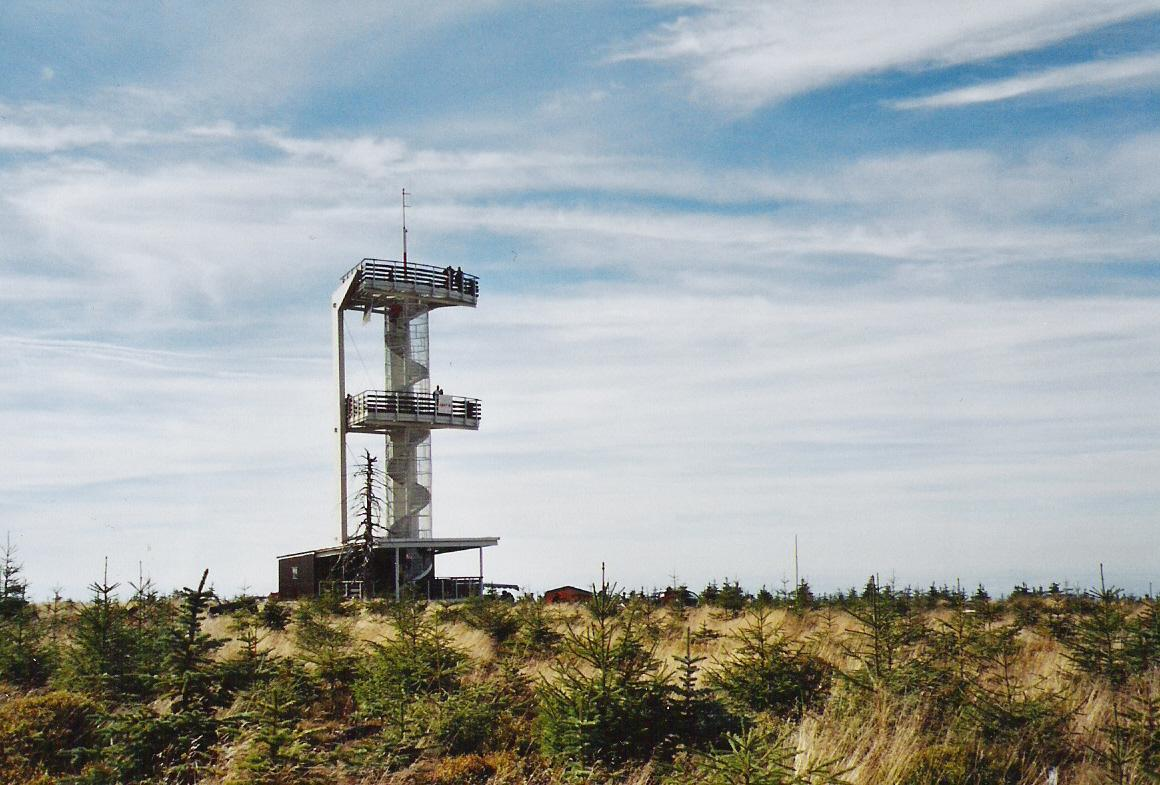
Celkový pohled
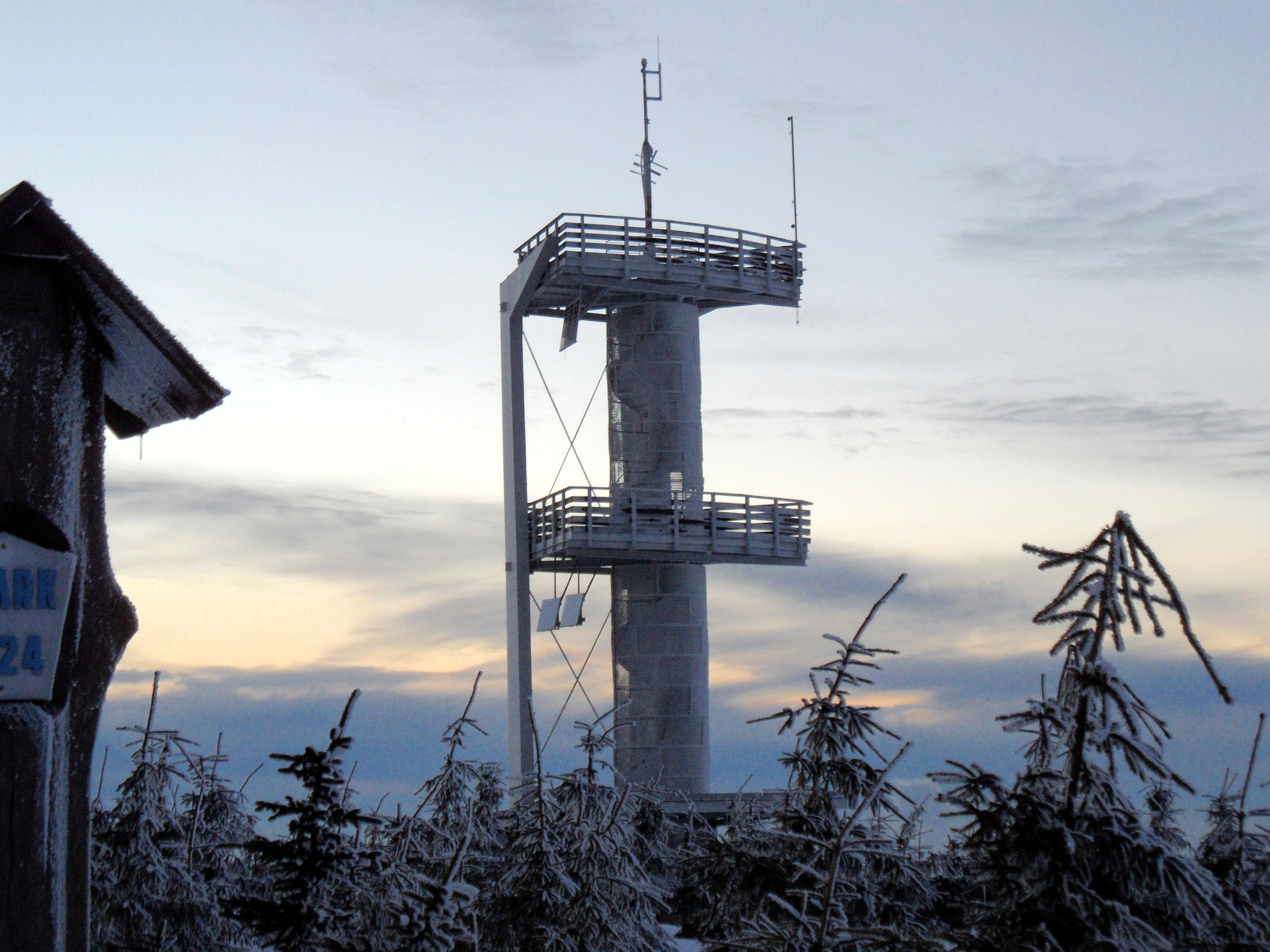
Rozhledna na smrku v zimě